# Lucio Cuozzo
Lucio Cuozzo es un deportista italiano que compitió en taekwondo. Ganó una medalla en el Campeonato Mundial de Taekwondo de 1985 y dos medallas en el Campeonato Europeo de Taekwondo, en los años 1984 y 1986.

## Palmarés internacional
| Campeonato Mundial | Campeonato Mundial   | Campeonato Mundial | Campeonato Mundial |
| Año                | Lugar                | Medalla            | Categoría          |
| ------------------ | -------------------- | ------------------ | ------------------ |
| 1985               | Seúl (Corea del Sur) | Medalla de bronce  | –64 kg             |
| Campeonato Europeo |                      |                    |                    |
| Año                | Lugar                | Medalla            | Categoría          |
| 1984               | Stuttgart (RFA)      | Medalla de oro     | –64 kg             |
| 1986               | Seefeld (Austria)    | Medalla de bronce  | –64 kg             |